# Irina Michailowna Leuchina
Irina Michailowna Leuchina (russisch Ирина Михайловна Леухина; * 18. Juni 1987 in Wologda, damals Sowjetunion) ist eine russische Biathletin, die zeitweise auch für Belarus antrat.
Irina Leuchina wurde in der Sowjetunion geboren und begann 1999 mit dem Biathlonsport. Zunächst lebte sie in Minsk und startete für Belarus. Ihr Verein war Dinamo Minsk, trainiert wurde sie von Nikolai Sacharow. Seit ihrem Debüt in Obertilliach im Jahr 2004 startete sie regelmäßig im Biathlon-Europacup der Juniorinnen. Höhepunkt der ersten Saison wurde die Teilnahme an den Junioren-Weltmeisterschaften in Kontiolahti, wo Leuchina im Einzel den 15. Platz belegte. Nächstes Großereignis wurden die Sommerbiathlon-Weltmeisterschaften 2006 in Ufa, wo die damalige Belarussin bei den Junioren-Wettbewerben den 14. Platz sowohl im Sprint wie auch in der Verfolgung erreichte. Auch 2007 in Otepää nahm sie erneut bei den Juniorinnen-Wettbewerben teil und lief auf Platz zehn im Sprint und wurde 15. im Massenstart.
Bei den Frauen im Leistungsbereich startete Leuchina erstmals bei den Sommerbiathlon-Europameisterschaften 2010 in Osrblie. Mittlerweile tritt Leuchina wieder für ihr Geburtsland Russland an. Bei der EM in der Ausprägung Crosslauf wurde die Russin erfolgreichste Teilnehmerin und gewann alle drei Titel im Sprint, der Verfolgung und mit Olga Prokopjewa, Maxim Adijew und Alexei Katrenko im Mixed-Staffelwettbewerb.